# Maja Vidmar (pisateljica)
Maja Vidmar, slovenska pesnica, * 28. junij 1961, Nova Gorica.

## Življenje
Maja Vidmar se je rodila v Novi Gorici. V času študija slovenščine in primerjalne književnosti na ljubljanski Filozofski fakulteti se je preselila v Ljubljano. Še danes živi v prestolnici, kjer deluje kot svobodna umetnica. 

## Literarno delovanje
Izdala je več pesniških zbirk, objavlja v različnih literarnih revijah, njene pesmi so v izvirnikih in prevodih del različnih antologij. Leta 1999 je dobila literarno nagrado »Hubert-Burda-Stifung« za zbirko izbranih pesmi, leta 2005 pa je za pesniško zbirko Prisotnost dobila Jenkovo nagrado. Leta 2015 je na Mednarodnem Lirikonfestu v Velenju dobila nagrado velenjica-čaša nesmrtnosti za vrhunski desetletni slovenski pesniški opus v 21. stoletju. 
Ob Svetlani Makarovič spada med najvidnejše pesnice svoje generacije. V njeni poeziji izstopa erotična motivika v povezavi z eksistencialno tematiko, ki ju avtorica upesnjuje v maniri modernizma.

## Literarna dela
- Razdalje telesa, (1984)
- Način vezave, (1988)
- Ihta smeri, (1989)
- Ob vznožju, (1998)
- Akt (1999)
- Prisotnost, (2005)
- Sobe, (2008)
- Način vezivanja (2009)
- Kako se zaljubiš (2012)
- Minute prednosti (2017)
- Pojavi (2020)